# Dun Cuier
Dun Cuier (schottisch-gälisch Dun Chuidhir) ist ein eisenzeitliches Dun, nahe der Straße A888 auf der Insel Barra, die zu den Äußeren Hebriden in Schottland gehört.
Der auf dem Gipfel eines niedrigen Hügels liegende kleine gut erhaltene Komplex wurde 1956 zu Unrecht als einperiodig interpretiert. Die Struktur mit einem Innendurchmesser von neun Metern ist jetzt als Broch oder Dun identifiziert worden, in den später ein zellenartiges Haus (Wheelhouse) eingebaut wurde. Dun Cuier hat eine fünf Meter dicke Ringmauer, in deren Mitte sich eine beinahe völlig umlaufende Galerie befindet, über die man die nicht mehr vorhandene höhere Ebene erreichen konnte. Der Zugang liegt im Osten. Ein Loch, das den Balken hielt, der zur Türkonstruktion gehörte, ist auf der Südseite des Durchganges zu erkennen. Die Struktur selbst war offensichtlich vom ersten Jahrtausend v. Chr. bis ins 8. Jahrhundert n. Chr. in Nutzung.

Dun Cuier
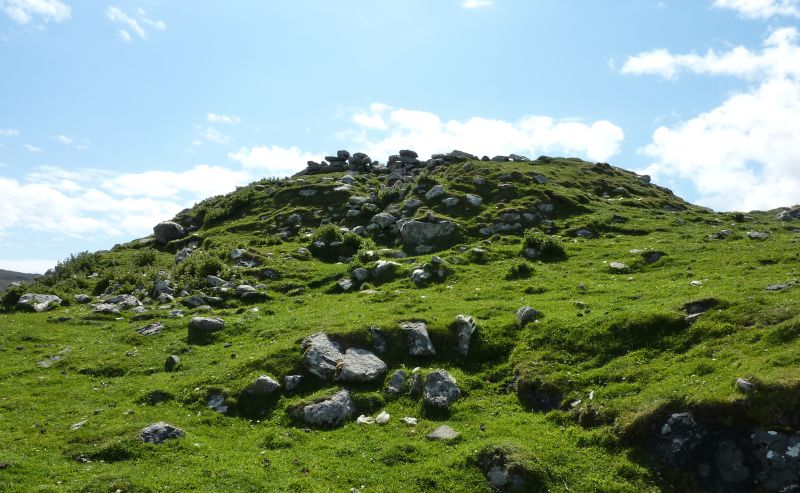
Der Hügel
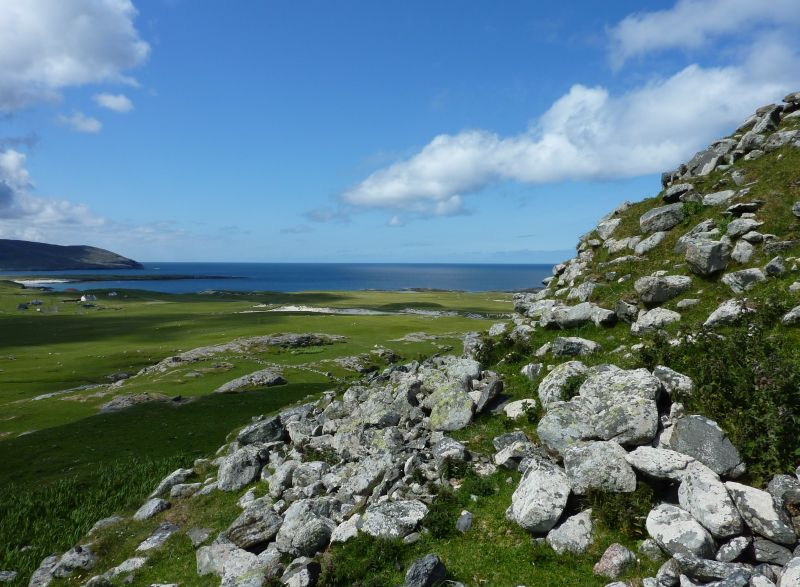
Die Lage
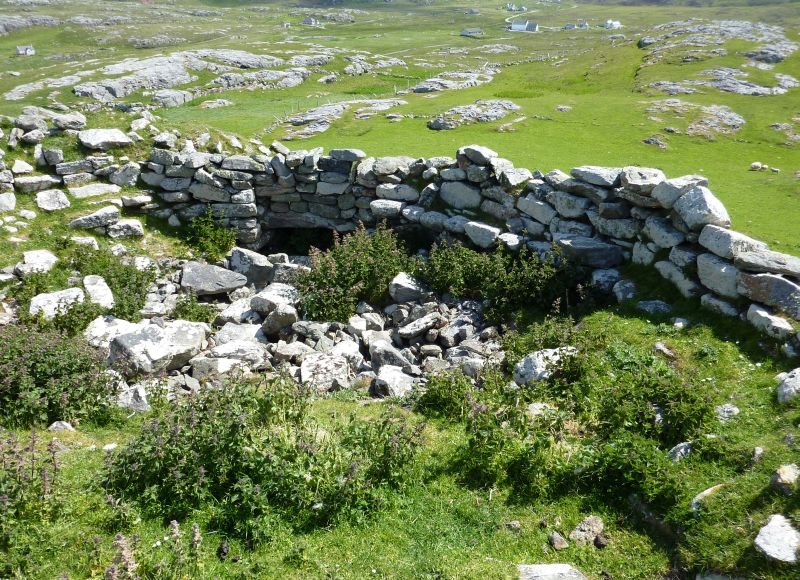
Mauer
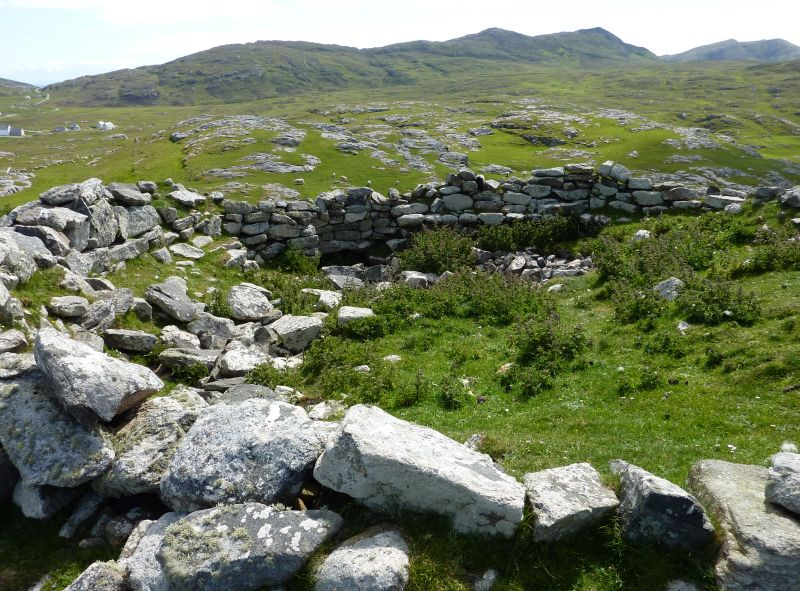
Übersicht

## Funde
Ein großes Spektrum eisenzeitlicher und frühmittelalterlicher Funde wurde gemacht. Die Mehrzahl datiert zwischen dem 4. und 7. Jahrhundert n. Chr., einschließlich der Keramikscherben der späten und der post-Wheelhouse-Phase. Es handelt sich um Spielsteine aus Knochen, Knochennadeln, Handmühlen, Metallgegenstände und Steinwerkzeuge. 
Dun Cuier ist eine von mehreren derartigen Anlagen (Dun Scurrival) auf Barra, die aber meist nicht ausgegraben sind.